# Гусино (деревня, Краснинский район)
Гу́сино — деревня в Смоленской области России, в Краснинском районе. Центр Гусинского сельского поселения.
Расположена в западной части области в 20 км к северу от районного центра, возле автодороги М1 «Беларусь» и Р135 . Железнодорожная станция на линии Москва — Минск.

## История
Официально считается, что Гусино появилось в 1906 году, но на самом деле это не так. В ГАСО под № 781 есть интересный документ, он говорит о том, что Гусино первоначально было уже известно с времен Речи Посполитой. Первый свод упомянут 1621 годом, а назывался поселок Густенио, что означало ГУСИ. Затем, после того как он перешел в состав Российского государства, оно стало вновь называться Гусино. Как говорят старожилы, там было нескольких помещичьих усадеб, одна из которых принадлежала помещику Гусину.
Во время Великой Отечественной войны посёлок находился в оккупации и стал местом массовых убийств еврейского населения.

## Население
| 2002 | 2007  | 2010  | 2021  |
| ---- | ----- | ----- | ----- |
| 3298 | ↘3253 | ↘2843 | ↗3092 |

## Экономика
Производство торфобрикетов, пиломатериалов, дренажных труб, лесное хозяйство, льноватина.